# Brachymenium capitulatum
Brachymenium capitulatum är en bladmossart som beskrevs av Jean Édouard Gabriel Narcisse Paris 1894. Brachymenium capitulatum ingår i släktet Brachymenium och familjen Bryaceae. Inga underarter finns listade i Catalogue of Life.